# Movimiento Socialista de los Trabajadores
El Movimiento Socialista de los Trabajadores (MST-Nueva Izquierda)  es un partido político de Argentina, que se reivindica continuador de la corriente política fundada por Nahuel Moreno en 1943, la cual se ha denominado de distintas formas a lo largo de su existencia (GOM, POR, Palabra Obrera, PRT, PRT-La Verdad, PST, MAS).

## Historia de la organización
El MST como tal nace en 1992 como una escisión del MAS. Durante la década de 1990 tuvo una relativa importancia en la lucha por los derechos humanos junto a agrupaciones como HIJOS (Hijas e Hijos por la Identidad y la Justicia contra el Olvido y el Silencio) y otras agrupaciones de izquierda, teniendo relativa notoriedad en los escraches realizados a militares que participaron de la última dictadura militar en Argentina. 
En 1997 se formó nuevamente una alianza de nombre Izquierda Unida cuando el Partido Comunista (PCA) y el (MST), se unieron para presentar una lista unificada de cara a las elecciones legislativas de ese año.
En las elecciones presidenciales de 2003 su candidata fue Patricia Walsh, hija del periodista desaparecido Rodolfo Walsh, quien obtuvo el séptimo lugar con el 1,7% de los votos válidos. Previamente, Walsh había sido elegida Diputada Nacional por la Ciudad Autónoma de Buenos Aires gracias a haber obtenido más de 94.000 votos, un 7,07% de los votos positivos, en las elecciones legislativas de 2001. Durante todo su mandato encabezó el bloque unipersonal de Izquierda Unida en la Cámara Baja del Congreso de la Nación Argentina
En junio de 2005, la división interna en el Movimiento Socialista de los Trabajadores (MST-Argentina), en aquel momento núcleo central de la Unidad Internacional de Trabajadoras y Trabajadores - Cuarta Internacional (UIT-CI), ya era bastante pronunciada, hasta el punto de que las dos facciones empezaron a publicar periódicos separados: "El Socialista" y "Alternativa Socialista".
En 2006 se produjo una escisión en el MST-Argentina, con el siguiente resultado:
1. La facción minoritaria, liderada por Juan Carlos Giordano, que publicó "El Socialista", se retiró del MST-Argentina y fundó otra organización política: la Izquierda Socialista (Argentina), que seguirá siendo reconocida como la sección argentina de la UIT-CI; y
2. La facción mayoritaria, liderada por Alejandro Bodart, Celeste Fierro y Vilma Ripoll que publicó "Alternativa Socialista", por su parte, mantuvo el control del MST-Argentina, pero se quedó sin una organización trotskista internacional, pero luego sería el núcleo central de la Liga Internacional Socialista.

En las Elecciones Legislativas de 2005 el MST armó un frente (llamado MST-UNITE) con algunos sectores provenientes del peronismo y con el Movimiento por un Pueblo Libre (de los hermanos Rubén y Tomás Devoto) que rompieron con el grupo Autodeterminación y Libertad de Luis Zamora. Dicho frente presentó como candidato a senador por la provincia de Buenos Aires a Mario Cafiero, a Vilma Ripoll como candidata a diputada nacional, y en capital a Patricia Walsh y Agustín Vanella como candidatos a diputada y legislador respectivamente. Luego de esta presentación electoral el frente se disolvió y el MST pasó a denominarse MST-Nueva Izquierda.
En 2006 el MST-Alternativa participa del “Seminario por el reagrupamiento de la izquierda” 
Este año también el MST participó de marchas contra el Estado de Israel y en apoyo a los Territorios Palestinos.
A partir de diferencias internas en 2007 del MST surgió Izquierda Socialista, otro partido de izquierda. En  contrapartida, la Corriente Praxis decide el ingreso al MST como tendencia interna, cuestión que se concretó en marzo de dicho año.

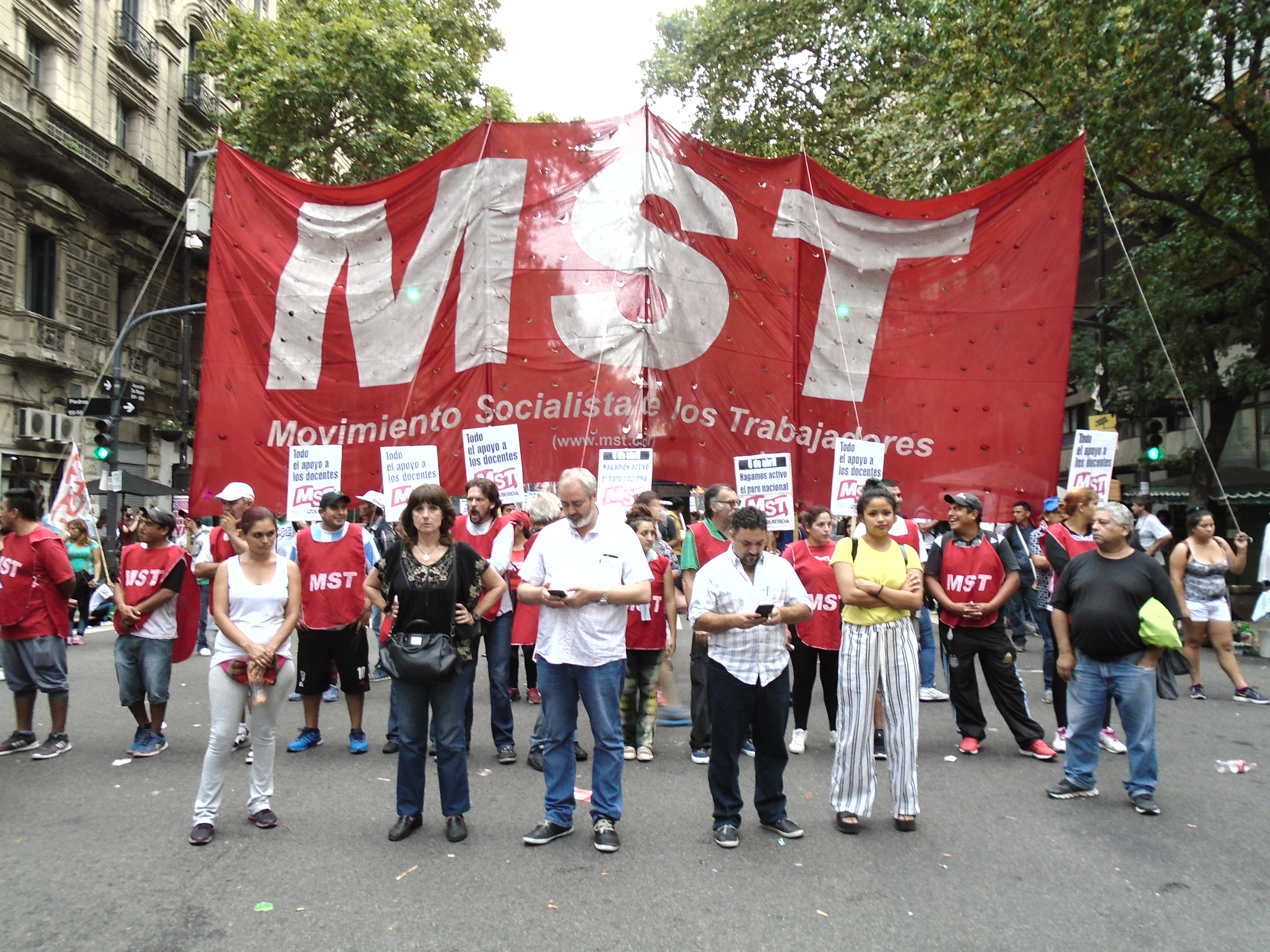
Vilma Ripoll junto a Alejandro Bodart y Sergio García. Dirigentes del MST.

En las elecciones de la Ciudad de Buenos Aires del 2007 el MST consigue ingresar a la legislatura porteña a Patricia Walsh. Antes de asumir realizó un acuerdo en el cual renunciaría a su banca tras cumplir dos años de mandato para cederle el lugar a Marcelo Parrilli, acuerdo que efectivizó el 1 de marzo de 2010 en la Apertura de Sesiones. Como Legisladora Porteña conformó el monobloque Nueva Izquierda
En diciembre de 2010, el MST decidió sumarse al Movimiento Proyecto Sur, liderado por Pino Solanas. Ese mismo mes lanzan en el microestadio de Ferro la candidatura de Pino Solanas como Presidente. Pero a mediados de 2011 retiró su precandidatura para postularse a jefe de Gobierno de la Capital Federal. En las elecciones de la Ciudad de Buenos Aires del 2011 el MST consigue ingresar a la legislatura porteña a Alejandro Bodart al salir terceros con el Movimiento Proyecto Sur. Ya sin la figura de peso de Pino deciden presentar la fórmula presidencial Argumedo-Cardelli en los comicios, no pudiendo superar el 1,5% de los votos para presentarse a las elecciones presidenciales de 2011.
En el 2013 el MST abandona el Movimiento Proyecto Sur. Ante las elecciones del 2013 y el 2015 el partido llama a la construcción de un gran frente que incluya a toda la izquierda y pide ingresar al FIT proponiendo dirimir candidaturas en las PASO. 
El MST sella un acuerdo con el Nuevo MAS conformándose un nuevo frente de izquierda. Dicho frente paso a denominarse Izquierda al Frente por el Socialismo que nació en noviembre del 2016. El cual por discrepancias internas con el Nuevo Mas no siguieron propulsando.
En abril de 2025 Vilma Ripoll asumió una banca por el Frente de Izquierda en la Cámara de Diputados, continuando el mandato Monica Schlotthauer de Izquierda Socialista tras su renuncia, siguiendo el acuerdo de rotación de bancas del FIT-U.

## Historia electoral del MST

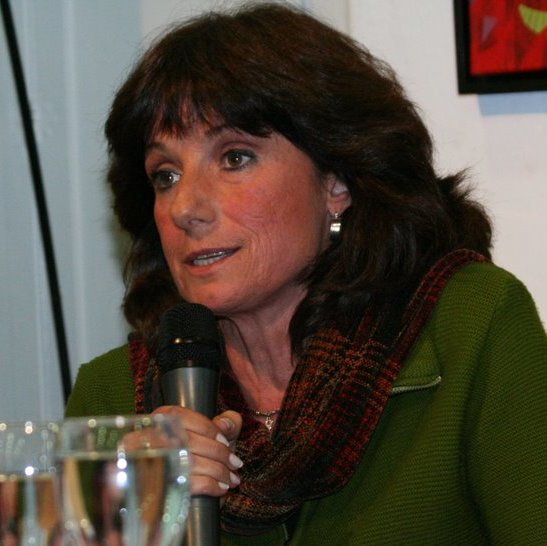
Vilma Ripoll - Legisladora de la ciudad entre el 2000 y el 2004 y candidata a Presidenta en el 2011 por el MST

A partir de 1997 se presentó a elecciones junto al Partido Comunista mediante la coalición Izquierda Unida, obteniendo en las elecciones legislativas de 2001 una banca en la Cámara de Diputados para Patricia Walsh, que se suma al cargo de la  cámara de diputados de la Ciudad Autónoma de Buenos Aires, a cargo de Vilma Ripoll obtenida el año anterior. Walsh luego se presentaría como candidata a presidente en las elecciones presidenciales del 2003, llegando en el séptimo lugar, con el 1,7% de los votos. Por su parte Vilma Ripoll fue diputada por la ciudad desde el año 2000 hasta el 2004 en dos cargos consecutivos.   
La alianza finalizó poco antes de las elecciones legislativas del 25 de octubre de 2005, volviendo el MST a presentarse en solitario.
De cara las elecciones presidenciales de Argentina de 2019, el día 11 de junio, y luego de varias reuniones en busca de la unidad, el MST acordó una lista de unidad con el Frente de Izquierda y de los Trabajadores.
| Año  | Frente en el que se presentó        | Jefe de Gobierno | Legisladores de la Ciudad | Diputados Nacionales | Senadores Nacionales |
| ---- | ----------------------------------- | ---------------- | ------------------------- | -------------------- | -------------------- |
| 1997 | Alianza Izquierda Unida             | No se votó       | 27.296 (1,41%)            | 26.516 (1,38%)       | No se votó           |
| 1999 | Alianza Izquierda Unida             | No se votó       | No se votó                | 39.000 (1,98%)       | No se votó           |
| 2000 | Alianza Izquierda Unida             | 61.578 (3,43%)   | 78.746 (4,43%)            | No se votó           | No se votó           |
| 2001 | Alianza Izquierda Unida             | No se votó       | No se votó                | 94.460 (7,07%)       | 87.157 (6,45%)       |
| 2003 | Alianza Izquierda Unida             | 21.203 (1,21%)   | 32.833 (1,89%)            | 26.564 (1,53%)       | No se votó           |
| 2005 | MST-Unite                           | No se votó       | 36.238 (2,03%)            | 35.955 (2,01%)       | No se votó           |
| 2007 | MST-Nueva Izquierda                 | 51.465 (2,95%)   | 70.065 (4,04%)            | 33.701(1,85%)        | 32.200(1,75%)        |
| 2009 | MST-MIJD, Nueva Izquierda en Unidad | No se votó       | 13.776 (0,77%)            | 13.045 (0,72%)       | Sin datos            |
| 2015 | MST - Nueva Izquierda               | 16.271 (0,89%)   | 20.343 (1,13%)            | No se votó           | No se votó           |

| Año  | Frente en el que se presentó | Presidenciales (Total País) | Presidenciales (Ciudad de Buenos Aires) | Presidenciales (Prov. Buenos Aires) | Presidenciales (Santa Fe) | Presidenciales (Córdoba) | Presidenciales (Mendoza) |
| ---- | ---------------------------- | --------------------------- | --------------------------------------- | ----------------------------------- | ------------------------- | ------------------------ | ------------------------ |
| 1995 | MST                          | 45.970 (0,26%)              | 4.508 (0,22%)                           | 24.712 (0,37%)                      | 3.817 (0,24%)             | 2.518 (0,16%)            | 1.519 (0,21%)            |
| 1999 | Alianza Izquierda Unida      | 151.276 (0,80%)             | 32.776 (1,65%)                          | 65.414 (0,90%)                      | 13.517 (0,80%)            | 12.279 (0,73%)           | 4.857 (0,64%)            |
| 2003 | Alianza Izquierda Unida      | 332.863 (1,72%)             | 56.357 (2,88%)                          | 169.757 (2,29%)                     | 24.187 (1,43%)            | 25.878 (1,54%)           | 8.591 (1,05%)            |
| 2007 | MST                          | 142.421 (0,75%)             | 26.374 (1,41%)                          | 70.260 (0,98%)                      | 8.774 (0,51%)             | 7.770 (0,48%)            | 3.727 (0,46%)            |
| 2011 | Movimiento Proyecto Sur      | 190.094 (0,90%)             | 30.160 (1,62%)                          | 77.282 (0,99%)                      | 12.435 (0,71%)            | 12.523 (0,72%)           | 11.923 (1,28%)           |
| 2015 | MST                          | 95.780 (0,42%)              | 10.318 (0,56%)                          | 25.023 (0,33%)                      | 6.220 (0,37%)             | 10.315 (0,54%)           | 2.534 (0,25%)            |

## Representantes

### Diputados Nacionales
| Bloque Frente de Izquierda y de Trabajadores - Unidad Presidente: Nicolás del Caño | Bloque Frente de Izquierda y de Trabajadores - Unidad Presidente: Nicolás del Caño | Bloque Frente de Izquierda y de Trabajadores - Unidad Presidente: Nicolás del Caño | Bloque Frente de Izquierda y de Trabajadores - Unidad Presidente: Nicolás del Caño | Bloque Frente de Izquierda y de Trabajadores - Unidad Presidente: Nicolás del Caño | Bloque Frente de Izquierda y de Trabajadores - Unidad Presidente: Nicolás del Caño | Bloque Frente de Izquierda y de Trabajadores - Unidad Presidente: Nicolás del Caño | Bloque Frente de Izquierda y de Trabajadores - Unidad Presidente: Nicolás del Caño | Bloque Frente de Izquierda y de Trabajadores - Unidad Presidente: Nicolás del Caño |
| Retrato                                                                            | Nombre                                                                             | Partido                                                                            | Provincia                                                                          | Mandato legal                                                                      | Mandato legal                                                                      | Mandato real                                                                       | Mandato real                                                                       | Rotación                                                                           |
| Retrato                                                                            | Nombre                                                                             | Partido                                                                            | Provincia                                                                          | Inicio                                                                             | Fin                                                                                | Inicio                                                                             | Fin                                                                                | Rotación                                                                           |
| ---------------------------------------------------------------------------------- | ---------------------------------------------------------------------------------- | ---------------------------------------------------------------------------------- | ---------------------------------------------------------------------------------- | ---------------------------------------------------------------------------------- | ---------------------------------------------------------------------------------- | ---------------------------------------------------------------------------------- | ---------------------------------------------------------------------------------- | ---------------------------------------------------------------------------------- |
|                                                                                    | Vilma Ripoll                                                                       | MST                                                                                | Buenos Aires                                                                       | 10/12/2021                                                                         | 9/12/2025                                                                          | 16/04/2025                                                                         | En el cargo                                                                        | Asumió tras la renucia de Mónica schlotthauer de IS                                |

### Legisladores provinciales
| Retrato                                             | Nombre                                              | Partido                                             | Mandato legal                                       | Mandato legal                                       | Mandato real                                        | Mandato real                                        | Rotación                                            |
| Retrato                                             | Nombre                                              | Partido                                             | Inicio                                              | Fin                                                 | Inicio                                              | Fin                                                 | Rotación                                            |
| Cámara de Diputados de la Provincia de Buenos Aires | Cámara de Diputados de la Provincia de Buenos Aires | Cámara de Diputados de la Provincia de Buenos Aires | Cámara de Diputados de la Provincia de Buenos Aires | Cámara de Diputados de la Provincia de Buenos Aires | Cámara de Diputados de la Provincia de Buenos Aires | Cámara de Diputados de la Provincia de Buenos Aires | Cámara de Diputados de la Provincia de Buenos Aires |
| --------------------------------------------------- | --------------------------------------------------- | --------------------------------------------------- | --------------------------------------------------- | --------------------------------------------------- | --------------------------------------------------- | --------------------------------------------------- | --------------------------------------------------- |
|                                                     | Guillermo Pacagnini                                 | MST                                                 | 10/12/2021                                          | 9/12/2025                                           | 12/12/2024                                          | En el cargo                                         | Asumió tras la renuncia de Guillermo Kane del PO    |
| Legislatura de la Provincia de Córdoba              |                                                     |                                                     |                                                     |                                                     |                                                     |                                                     |                                                     |
|                                                     | Luciana Echevarría                                  | MST                                                 | 10/12/2023                                          | 9/12/2027                                           | 10/12/2023                                          | En el cargo                                         |                                                     |

### Ex Legisladores provinciales

#### Legislatura de la Ciudad Autónoma de Buenos Aires
- Vilma Ripoll (7/8/2000 - 14/12/2004)
- Alejandro Bodart (10/12/2011-10/12/2015)
- Celeste Fierro (10/12/2023-12/12/2024) renunció para que pueda asumir Andrea D'Atri del PTS

## Publicaciones
Edita el periódico Alternativa Socialista y el portal de noticias en línea Periodismo de Izquierda. A nivel internacional, integra la Liga Internacional Socialista (LIS-ISL) que publica la revista Revolución Permanente.